# 社會主義人民黨 (丹麥)
社會主义人民黨（丹麥語：Socialistisk Folkeparti，缩写为），正式名称为SF—社会主义人民党（丹麥語：SF - Socialistisk Folkeparti），英语名称为绿色左翼（英語：Green Left，2022年3月起使用），是丹麥的一个民主社會主義政黨。

## 歷史

### 1959年—1969年
社會主义人民黨由丹麥共產黨前领导人兼中央情报局探員阿克塞尔·拉尔森於1959年2月15日成立。拉森因批評蘇聯干預匈牙利十月事件而退黨。他與新生的社會人民黨希望成為美國社會民主主義與蘇聯共產主義間，結合民主與社會主義的第三種道路。許多丹麥共產黨黨員加入。
1960年議會選舉，社會主义人民黨拿下7席。丹麥共產黨则失去全部6席。1960年代，社會人民黨參與了和平運動與反核武器/核子動力運動。他們試著結合議會工作與草根運動來完成訴求。
1966年，社會主义人民黨席次由10席大增至20席，與社會民主黨拿下相對多數。社會民主黨領導的少數政府只維持一年，並造成社會主义人民黨內部的分裂。1967年，一部分党员退党另行组建左翼社会主义者。1969年臨時選舉，社會主义人民黨失去9席，左翼社会主义者拿下4席進入议会。

### 1969年—1991年
1971年丹麥議會選舉，社人黨重新與左翼社会主义者合作，增加6席，但左翼社会主义者未能獲得席次。1972年，該黨在歐洲共同體入會公投中反對加入歐洲共同體。公投最後以些微差距通過。由於對入會的反對立場，使得該黨會員和支持度不斷上升。1973年議會選舉，社人黨失去6席。1975年議會選舉，社人黨再失去2席，左翼社会主义者再次進入議會。1977年議會選舉，該黨僅保住7席。1970年代，社人黨開始改變黨綱與選舉策略，從原來男性主導的工人政黨轉向新選民與新社會運動的左翼政黨。該黨更為注重環保與性別政治。
1979年議會選舉，社人黨增长4席，丹共则减少6席。1981年議會選舉，該黨成長至21席。1986年丹麥單一歐洲法案公投，該黨表態反對歐洲共同體。公投以些微差距通過。1987年議會選舉，該黨創下最佳成績27席。1988年與1990年議會選舉，該黨分別失去3席與9席。
1982年—1993年這11年里，保羅·施呂特領導保守黨、自由黨组成中間偏右執政聯盟，但社民黨、社人黨與社自黨等左派政黨為議會多數。因此，加上與和平和環保運動的聯繫，讓社人黨促成安全與環境政策。

### 1991年—2001年
1992年丹麥馬斯垂克條約公投，社會人民黨主張投下反對票。公投最後未能通過。1993年，社人黨在愛丁堡協議中同意支持，第二次公投順利通過。
而在1991年黨大會，該黨通過新黨綱「邁向新時代」（Mod Nye Tider），偏離過去的反歐盟路線。隨著黨內團體在歐盟上更為積極，讓社人黨在此議題上更為分歧。
1994年丹麥議會選舉，社人黨失去兩席，而丹麥共產黨和左派社會黨等組成的紅綠聯盟進入議會。1998年丹麥阿姆斯特丹條約公投，該黨表態反對。
1993至2001年，社人黨支持社民黨和社自黨等組成的少數派執政聯盟。
2000年丹麥歐元公投，社人黨再度表態反對。

### 2001年—2011年
2001年丹麥議會選舉，自由黨、保守人民黨和丹麥人民黨取得多數，讓社人黨失去議會裡的政治影響力。
2004年，該黨歐洲議員再次決定加入綠黨－歐洲自由聯盟黨團，而非欧洲联合左翼/北欧绿色左翼，造成黨內衝突。後來社人黨改變立場，在2008年達成決議，未來該黨歐洲議員應加入綠黨黨團。
2005年丹麥議會選舉，創下1979年以來最差紀錄。黨大會決議由黨員投票選出黨主席。提出傾向左派政綱的威利·索芬達爾（Villy Søvndal）以60%的支持度當選黨魁。
社人黨開始改變選舉方式：開始強調專業性、焦點團體的運用與改變選舉策略。將核心議題減少至三個和更少的口號以獲得更好的媒體滲透。
2006年內部公投，66%社人黨黨員支持在歐洲憲法公投投下贊成票，對於過去抱持的歐洲懷疑主義是歷史性的突破。
2007年丹麥議會選舉，社人黨席次增加一倍，成為議會第四大黨。但社人檔未能增加其影響力，因中間偏右聯盟仍維持多數。然而議員席次的增加讓該黨對未來感到樂觀並獲得更多資源。黨員在這段期間也顯著成長。
2006年黨大會，索芬達爾反對伊扎布特。他在2008年持續發表此立場，引起外界的注意和一些黨內批評。右派政治家稱讚他的言論與修辭，但被部分黨內人士認為接近社人黨主要的右派政敵。在這幾個月，社人黨民調上升，而社民黨下滑，兩黨幾乎打成平手。部分民調更顯示社人黨支持度超越社民黨。2008年春天，情事再度轉換，社人黨支持度約16%，而社民黨23%。
2008年，社人黨支持拉斯穆森內閣提出的2009年國家預算。這被認為是試圖駁斥外界對社人黨沒有「經濟責任」的頻繁指控。

### 2011年后
2011年議會選舉前，社人黨宣布該黨目標是與社民黨、社自黨組成聯合政府。社民黨支持這項看法，但社自黨認為在經濟議題上有所分歧。選後，赫勒·托寧-施密特組成執政聯盟，社人黨第一次進入內閣。

## 選舉結果
| 選舉 | 得票數  | 得票率 | 席次     |
| ---- | ------- | ------ | -------- |
| 1960 | 149.440 | 6,1 %  | 11 / 179 |
| 1964 | 151.697 | 5,8 %  | 10 / 179 |
| 1966 | 304.437 | 10,9 % | 20 / 179 |
| 1968 | 174.553 | 6,1 %  | 11 / 179 |
| 1971 | 262.756 | 9,1 %  | 17 / 179 |
| 1973 | 183.522 | 6,0 %  | 11 / 179 |
| 1975 | 150.963 | 5,0 %  | 9 / 179  |
| 1977 | 120.357 | 3,9 %  | 7 / 179  |
| 1979 | 187.284 | 5,9 %  | 11 / 179 |
| 1981 | 353.373 | 11,3 % | 21 / 179 |
| 1984 | 387.122 | 11,5 % | 21 / 179 |
| 1987 | 490.176 | 14,6 % | 27 / 179 |
| 1988 | 433.261 | 13,0 % | 24 / 179 |
| 1990 | 268.759 | 8,3 %  | 15 / 179 |
| 1994 | 242.398 | 7,3 %  | 13 / 179 |
| 1998 | 257.406 | 7,6 %  | 13 / 179 |
| 2001 | 219.842 | 6,4 %  | 12 / 179 |
| 2005 | 201.047 | 6,0 %  | 11 / 179 |
| 2007 | 450.975 | 13,0 % | 23 / 179 |
| 2011 | 326.082 | 9,2 %  | 16 / 179 |

## 意識形態
社會人民黨的思想基礎是融合民主社會主義與綠色政治的平民社會主義（Folkesocialisme）。該黨的最終目標是成立社會民主主義的丹麥。社會人民黨為人權、少數權利與民主的堅定支持者。
歐盟是分化該黨的重要議題。過去，社會人民黨主張歐洲懷疑主義。但自1990年代，歐盟開始實行區域發展、環保與社會保護等政策後，社會人民黨開始採取正面態度。目前此項議題在黨內依然造成分歧。
另一重要議題是以團結為基礎的全球化。該黨尋求改革WTO、環境保護與支持女性主義。

## 外部連結
- 社會人民黨 （页面存档备份，存于）官方網站